# العربان
العربان یک منطقهٔ مسکونی در لیبی است که در استان جبل غربی واقع شده‌است.

## خصوصیات
العربان ۳۹۸ متر بالاتر از سطح دریا واقع شده‌است.